# Franz Alberti
Franz Alberti (* in Verona; † unbekannt) war Lehrer der italienischen Sprache am kurfürstlichen Lyzeum in München.
Der aus Italien stammende Alberti kam 1772 nach München. Auf Empfehlung der verwitweten Kurfürstin von Sachsen Maria Antonia Walpurgis, der er privaten Unterricht in italienischer Sprache gegeben hatte, wurde er dort 1776 als öffentlicher Lehrer eingestellt.

## Werke
- Lettere italiane e tedesche sopra le notabili partticolarità della città ellettorale di Monaco, Residenza della Baviera, come pare delle di lei piacevoli vicinanze e molt’altre anedoti di diversi paesi. München, 1792

| Personendaten    | Personendaten       |
| ---------------- | ------------------- |
| NAME             | Alberti, Franz      |
| KURZBESCHREIBUNG | italienischer Autor |
| GEBURTSDATUM     | vor 1772            |
| GEBURTSORT       | Verona              |
| STERBEDATUM      | nach 1776           |